# Andronik (Łukasz)
Andronik, imię świeckie: Aleksiej Andriejewicz Łukasz, (ur. 12 lutego 1889 w Łuppie, zm. 21 marca 1974 w Tbilisi) – rosyjski duchowny i święty prawosławny.
Urodził się w rodzinie chłopskiej. Po ukończeniu szkoły parafialnej, w wieku siedemnastu lat wstąpił jako posłusznik do Pustelni Glińskiej, pod opiekę hieromnicha Antoniego (Wietra). W 1913, nadal będąc nowicjuszem, został przeniesiony do klasztoru Opieki Matki Bożej w Oszy. Dwa lata później został zmobilizowany do armii rosyjskiej, dostał się do niewoli austriackiej i spędził w niej trzy i pół roku. W 1918 wrócił do Pustelni Glińskiej. 
W 1921 złożył wieczyste śluby mnisze, przyjmując imię Andronik. W roku następnym monaster został zlikwidowany na mocy decyzji władz radzieckich. Mnich Andronik udał się wówczas do Rylska, gdzie został bratem posługującym biskupowi Paulinowi. Został również wyświęcony na hierodiakona. Już w roku następnym został aresztowany, oskarżony o prowadzenie działalności kontrrewolucyjnej i skazany na pięć lat łagru na Kołymie, gdzie pracował jako sanitariusz w szpitalu obozowym. W 1928 wrócił do Rylska i przyjął z rąk biskupa Paulina święcenia kapłańskie.
W 1929 ciężko zachorował; zdecydował się wówczas złożyć śluby mnisze wielkiej schimy. Odzyskał jednak zdrowie i prowadził pracę duszpasterską do 1939, gdy ponownie został aresztowany i zesłany na Kołymę. Naczelnik łagru nie skierował go jednak do pracy razem z innymi więźniami, lecz powierzył mu prowadzenie własnego domu, co prawdopodobnie uratowało życie mnicha. W 1948 schimnich Andronik wrócił do reaktywowanej siedem lat wcześniej Pustelni Glińskiej. Pełnił w niej obowiązki dziekana.
Andronik (Łukasz) uważany był przez wiernych za świętego starca: przypisywano mu dary przewidywania przyszłości, wskazywania poszczególnym osobom najpewniejszej drogi do zbawienia, uzdrawiania siłą modlitwy. W kontaktach z pielgrzymami odznaczał się ponadto szczególną łagodnością i dobrocią. W 1955 otrzymał godność schiihumena.
W 1961 władze radzieckie po raz drugi zamknęły Pustelnię Glińską. Schiihumen Andronik, razem z grupą innych mnichów klasztoru, udał się wówczas do Tbilisi i zamieszkał przy cerkwi św. Aleksandra Newskiego, której proboszczem był inny były zakonnik Pustelni, metropolita stepanawski Zenobi (Mażuga). Nadal spotykał się z wiernymi, prowadził szeroką korespondencję. W 1963 otrzymał godność schiarchimandryty.
Zmarł w 1974 i został pochowany w Tbilisi.
21 sierpnia 2010 schiarchimandryta Andronik, razem z innymi mnichami Pustelni Glińskiej - metropolitą Zenobim i schiarchimandrytą Serafinem (Romancowem) - został kanonizowany przez Ukraiński Kościół Prawosławny Patriarchatu Moskiewskiego. Ceremonii, która miała miejsce w reaktywowanej Pustelni Glińskiej, przewodniczył metropolita kijowski Włodzimierz.